# Новотроицк (Тарский район)
Новотроицк — упразднённая деревня в Тарском районе Омской области России. Входила в состав Нагорно-Ивановского сельсовета. Упразднена в 1972 году.

## География
Деревня располагалась в 5,5 км к югу от села Нагорное, на одном из безымянных притоков реки Булумбаевка.

## История
Основана в 1800 г. В 1928 году деревня Ново-Троицкая состояла из 66 хозяйств. В административном отношении являлась центром Ново-Троицкого сельсовета Екатерининского района Тарского округа Сибирского края. До 1950 г. в деревне действовал колхоз «Крестьянин», затем деревня вошла в качестве одного из отделений укрупненного «Октябрь». Исключена из учётных данных в 1972 г.

## Население
По данным переписи 1926 года в деревне проживало 324 человека (159 мужчин и 165 женщин), основное население — русские.